# 알로, 슈티
《알로, 슈티》(프랑스어: Bienvenue chez les Ch'tis)는 2008년 공개된 프랑스의 코미디 영화이다.

## 출연

### 주연
- 카드 므라드
- 대니 분

### 조연
- 조 펠릭스
- 안네 마리빈
- 필립페 듀쿠에스네
- 가이 레클루이제
- 라인 르노
- 미셸 갈라브루
- 스테판 프레이스
- 프레드 뻬흐손
- 제니 클레브
- 크리스토프 로씨뇽
- 지네딘 수알렘
- 나디지 비우슨-디아그네
- 장 프랑수아 엘베르그

## 기타
- 미술: 알랑 베이지어
- 세트: 세바스티앙 몽퇴-핼레르
- 의상: 플로렌스 사다우네
- 배역: 제라르 모우레브리에르